# Campeonato Mundial de Halterofilia de 2006
El LXXV Campeonato Mundial de Halterofilia se celebró en Santo Domingo (República Dominicana) entre el 29 de septiembre y el 7 de octubre de 2006 bajo la organización de la Federación Internacional de Halterofilia (IWF) y la Federación Dominicana de Levantamiento de Pesas.
Las competiciones se llevaron a cabo en el Pabellón de Balonmano del complejo deportivo Parque del Este. Participaron en total 484 halterófilos (298 hombres y 186 mujeres) de 65 federaciones nacionales afiliadas a la IWF.

## Medallistas

### Masculino
| Evento  | Oro                                            | Plata                                       | Bronce                                       |
| ------- | ---------------------------------------------- | ------------------------------------------- | -------------------------------------------- |
| 56 kg   | Li Zheng China 128 + 152 = 280                 | Sergio Álvarez · Cuba · 123 + 156 = 279     | Anh Taun Hoang Vietnam 124 + 152 = 276       |
| 62 kg   | Qiu Le China 140 + 168 = 308                   | Óscar Figueroa · Colombia · 137 + 160 = 297 | Diego Salazar · Colombia · 131 + 164 = 295   |
| 69 kg   | Vencelas Dabaya Francia 146 + 186 = 332        | Shi Zhiyong China 150 + 177 = 327           | Demir Demirev Bulgaria 143 + 175 = 318       |
| 77 kg   | Taner Sağır Turquía 166 + 195 = 361            | Li Hongli China 167 + 192 = 359             | Ara Jachatrian Armenia 165 + 192 = 357       |
| 85 kg   | Andrei Rybakou · Bielorrusia · 180 + 203 = 383 | Aslambek Ediyev · Rusia · 172 + 201 = 373   | Tigran Martirosian Armenia 172 + 198 = 370   |
| 94 kg   | Ilia Ilin · Kazajistán · 175 + 217 = 392       | Szymon Kołecki · Polonia · 173 + 219 = 392  | Roman Konstantinov · Rusia · 177 + 215 = 392 |
| 105 kg  | Marcin Dołęga · Polonia · 193 + 222 = 415      | Dmitri Lapikov · Rusia · 194 + 220 = 414    | Dmitri Klokov · Rusia · 188 + 218 = 406      |
| +105 kg | Hosein Rezazadeh Irán 202 + 246 = 448          | Artem Udachyn · Ucrania · 199 + 240 = 439   | Dong Feng China 192 + 245 = 437              |

1. 1 2 3  Arrancada (kg) + dos tiempos (kg) = total olímpico (kg).

### Femenino
| Evento | Oro                                       | Plata                                          | Bronce                                    |
| ------ | ----------------------------------------- | ---------------------------------------------- | ----------------------------------------- |
| 48 kg  | Yang Lian China 98 + 119 = 217            | Wiratthaworn Aree Tailandia 85 + 103 = 188     | Hiromi Miyake Japón 80 + 108 = 188        |
| 53 kg  | Qiu Hongxia China 98 + 128 = 226          | Raema Lisa Rumbewas Indonesia 95 + 115 = 210   | Suda Chaleephay Tailandia 92 + 115 = 207  |
| 58 kg  | Qiu Hongmei China 107 + 130 = 237         | Svetlana Tsarukayeva · Rusia · 108 + 125 = 233 | Kameaim Wandee Tailandia 100 + 130 = 230  |
| 63 kg  | Ouyang Xiaofang China 110 + 136 = 246     | Svetlana Shimkova · Rusia · 108 + 133 = 241    | Meline Daluzian Armenia 105 + 127 = 232   |
| 69 kg  | Oxana Slivenko · Rusia · 123 + 140 = 263  | Tatiana Matveyeva · Rusia · 110 + 135 = 245    | Jeane Lassen · Canadá · 102+ 136 = 238    |
| 75 kg  | Cao Lei China 118 + 150 = 268             | Nadezhda Yevstiujina · Rusia · 122 + 145 = 267 | Zarema Kasayeva · Rusia · 110 + 136 = 246 |
| +75 kg | Jang Mi-Ran Corea del Sur 135 + 179 = 314 | Mu Shuangshuang China 136 + 178 = 314          | Olha Korobka · Ucrania · 1 27 + 157 = 284 |

1. 1 2 3  Arrancada (kg) + dos tiempos (kg) = total olímpico (kg).

## Medallero
| Núm. | País          | Oro | Plata | Bronce | Total |
| ---- | ------------- | --- | ----- | ------ | ----- |
| 1    | China         | 7   | 3     | 1      | 11    |
| 2    | Rusia         | 1   | 6     | 3      | 10    |
| 3    | Polonia       | 1   | 1     | 0      | 2     |
| 4    | Bielorrusia   | 1   | 0     | 0      | 1     |
| 4    | Corea del Sur | 1   | 0     | 0      | 1     |
| 4    | Francia       | 1   | 0     | 0      | 1     |
| 4    | Irán          | 1   | 0     | 0      | 1     |
| 4    | Kazajistán    | 1   | 0     | 0      | 1     |
| 4    | Turquía       | 1   | 0     | 0      | 1     |
| 10   | Tailandia     | 0   | 1     | 2      | 3     |
| 11   | Colombia      | 0   | 1     | 1      | 2     |
| 11   | Ucrania       | 0   | 1     | 1      | 2     |
| 13   | Cuba          | 0   | 1     | 0      | 1     |
| 13   | Indonesia     | 0   | 1     | 0      | 1     |
| 15   | Armenia       | 0   | 0     | 3      | 3     |
| 16   | Bulgaria      | 0   | 0     | 1      | 1     |
| 16   | Canadá        | 0   | 0     | 1      | 1     |
| 16   | Japón         | 0   | 0     | 1      | 1     |
| 16   | Vietnam       | 0   | 0     | 1      | 1     |
|      | TOTAL         | 15  | 15    | 15     | 45    |